# Weinmannia baccariniana
Weinmannia baccariniana är en tvåhjärtbladig växtart som beskrevs av Renato Pampanini. Weinmannia baccariniana ingår i släktet Weinmannia och familjen Cunoniaceae. Inga underarter finns listade i Catalogue of Life.